# 청정
청정(淸淨, 산스크리트어: śuddha, viśuddha, pariśuddha, 팔리어: suddha, visuddha, parisuddha, 영어: purity)은 악행(惡行) 즉 그릇된 신업 · 어업 · 의업의 3업(三業)으로 인해 생긴 과실(過失)이나 번뇌(煩惱)를 멀리 떠난[遠離] 것을 말한다. 징정(澄淨) 즉 맑고 깨끗함과 동의어이며, 반대말은 잡염(雜染) · 염오(染污) 또는 오염(污染)이다.
또는, 청정(清淨)은 믿음[信, 산스크리트어: śraddhā, 팔리어: saddhā, 영어: faith]의 다른 말인데, 이 경우의 청정 또는 믿음이란, 《대승오온론》과 《대승광오온론》에 따르면,
업(業: 복등3업) · 과(果: 4과) · 진리[諦: 4성제] · 보배[寶: 3보]와 지극하게 서로 계합하고 따르는 상태[極相符順]를 말한다. 또는 이러한 계합의 상태를 가능하게 하는 청정한 마음 혹은 이러한 계합의 상태가 일어나고 있을 때의 바로 그 청정한 마음을 말한다. 그리고 전통적인 불교 용어로는 이러한 의미에서의 '청정한 마음' 또는 맑고 깨끗한 마음 즉 믿음을 심정(心淨: 마음이 맑음, 마음이 깨끗함, 마음이 청정함) 또는 심징정(心澄淨: 마음이 맑고 깨끗함)이라 한다.

## 같이 보기
- 무아
- 사성제
- 열반경
- 팔정도
- 위숫디막가

## 참고 문헌
- 곽철환 (2003). 《시공 불교사전》. 시공사 / 네이버 지식백과. |title=에 외부 링크가 있음 (도움말)
- 세우 지음, 현장 한역, 송성수 번역 (K.949, T.1542). 《아비달마품류족론》. 한글대장경 검색시스템 - 전자불전연구소 / 동국역경원. K.949(25-149), T.1542(26-692). |title=에 외부 링크가 있음 (도움말)
- 세친 지음, 현장 한역, 송성수 번역 (K.618, T.1612). 《대승오온론》. 한글대장경 검색시스템 - 전자불전연구소 / 동국역경원. K.618(17-637), T.1612(31-848). |title=에 외부 링크가 있음 (도움말)
- 안혜 지음, 지바하라 한역, 조환기 번역 (K.619, T.1613). 《대승광오온론》. 한글대장경 검색시스템 - 전자불전연구소 / 동국역경원. K.619(17-641), T.1613(31-850). |title=에 외부 링크가 있음 (도움말)
- 운허.  동국역경원 편집, 편집. 《불교 사전》. |title=에 외부 링크가 있음 (도움말)
- 중현 지음, 현장 한역, 권오민 번역 (K.957, T.1563). 《아비달마장현종론》. 한글대장경 검색시스템 - 전자불전연구소 / 동국역경원. K.957(28-1), T.1563(29-777). |title=에 외부 링크가 있음 (도움말)
- (중국어) 星雲. 《佛光大辭典(불광대사전)》 3판. |title=에 외부 링크가 있음 (도움말)
- (중국어) 세우 조, 현장 한역 (T.1542). 《아비달마품류족론(阿毘達磨品類足論)》. 대정신수대장경. T26, No. 1542, CBETA. |title=에 외부 링크가 있음 (도움말)
- (중국어) 세친 조, 현장 한역 (T.1612). 《대승오온론(大乘五蘊論)》. 대정신수대장경. T31, No. 1612, CBETA. |title=에 외부 링크가 있음 (도움말)
- (중국어) 안혜 조, 지바하라 한역 (T.1613). 《대승광오온론(大乘廣五蘊論)》. 대정신수대장경. T31, No. 1613, CBETA. |title=에 외부 링크가 있음 (도움말)
- (중국어) 중현 조, 현장 한역 (T.1563). 《아비달마장현종론(阿毘達磨藏顯宗論)》. 대정신수대장경. T29, No. 1563, CBETA. |title=에 외부 링크가 있음 (도움말)